# Disocactus speciosus
A Disocactus (régi nevén Heliocereus) speciosus egy széles körben leterjedt epifita kaktusz, melyet gyakran nevelnek nagyméretű piros virágaiért. Korábban a Heliocereus nemzetségben számos fajt leírtak, melyek virágszínükben, szirmaik és száruk alakjában különböztek egymástól, ma már azonban nem tartják indokoltnak ezeket az elkülönítéseket, a főbb változatokat a Disocactus speciosus faj alfajainak tartják csupán.

## Elterjedése és élőhelye
Közép-Amerika és Mexikó nagy része, (1800–) 2100–3100 m tengerszint feletti magasságban.

## Jellemzői
Bokros növekedésű növény, kúszó vagy csüngő habitussal, néha epifita életmódú. Szárai 1 m hosszúak, sötétzöldek, fiatalon világosabbak, 3-5 bordával tagoltak. Nagy areolái 5-8 tövist hordoznak, melyek 15 mm hosszúak lehetnek, ár alakúak, sárgák vagy barnák. Virágai hozzávetőlegesen 150 mm hosszúak, vörösek, a tölcsér 80 mm hosszú, a porzószálak fehérek, a bibe azoknál hosszabb, fehér. Termése 40 mm átmérőjű gömbölyded vörös bogyó.

## Rokonsági viszonyai és alfajai
Az Ackermannia subgenus tagja
A korábban önálló Heliocereus-fajok taxonómiai átdolgozásának következtében a külön alakokként számon tartott Disocactus schrankii, D. schrankii var. helenae, D. schrankii var. luzmariae, D. schrankii var. stenopetalus, Disocactus speciosus var. serratus és D. speciosus var. superbus taxonokat mind a Disocactus speciosus subsp. speciosus változatainak tartják.
- Disocactus speciosus subsp. speciosus (Cav.) Barth. in Bradleya 9:87 (1991)
- Disocactus speciosus subsp. aurantiacus (Kimn.) Bauer CSI 17:16' (2003)
- Disocactus speciosus subsp. blomianus (Kimn.) Bauer CSI 17:15' (2003)
- Disocactus speciosus subsp. cinnabarinus (Kimn.) Bauer CSI 17:15' (2003)

Disocactus speciosus subsp. speciosus fma. amecamensis (Heese) Barth. in Bradleya 9:87 (1991) [Közép-Mexikó: Amecama tartomány]: A Disocactus speciosus fehér virágú változata. Világoszöld hajtású növény, 3-5 bordával osztott hajtásokkal, és sárgás-barnás tövisekkel. Virágai fehérek, 110 mm hosszúak, 80–130 mm szélesek, zöld pikkelyekkel és sertékkel borítottak. A tölcsér 35 mm hosszú, 10 mm átmérőjű, a pericarpium 6 mm hosszú. A külső szirmok zöldessárgák, a belsők fehérek, a porzószálak és a bibe fehér.